# بخش بیگلو، نوبل کانتی، مینه سوتا
بخش بیگلو (به انگلیسی: Bigelow Township) یک منطقهٔ مسکونی در ایالات متحده آمریکا است که در شهرستان نوبلز، مینه‌سوتا واقع شده‌است.
 بخش بیگلو ۹۳٫۹ کیلومتر مربع مساحت و ۳۸۴ نفر جمعیت دارد و ۴۸۷ متر بالاتر از سطح دریا واقع شده‌است.